# 岐阜県立岐阜総合学園高等学校
岐阜県立岐阜総合学園高等学校（ぎふけんりつ ぎふそうごうがくえんこうとうがっこう）は、岐阜県岐阜市須賀二丁目にある公立高等学校。岐阜西工業高校と岐阜第一女子高校が統合されて設立した。

## 学校概要
- 1997年（平成9年）創立
- 募集人数：280人
- 校訓
  - 自主・創造・友愛
- 制服
  - 男女共にブレザーが指定されている。なお女子の冬服のスカートはプリーツとキュロットの選択ができる。春・秋の移行期間には、白又は紺のベストの着用が認められている。

## 学科
全日制・総合学科
- 自然科学系列
- メカトロニクス系列
- 環境テクノロジー系列
- 情報システム系列
- 生活福祉系列
- スポーツ科学系列
- 国際文化系列
- 観光ビジネス系列
- 芸術文化系列

## 沿革
- 1997年（平成9年） - 岐阜西工業高等学校と岐阜第一女子高等学校を統合して、岐阜総合学園高校を設置し、総合学科を設ける。

## 姉妹校
- ニュージーランド パーマストンノース・ガールズハイスクール

## 部活動

### 実績
男子ホッケー部が全国タイトルを全国高校最多の計30回（インターハイ10回、国体13回、高校選抜5回、全国高等学校ホッケーチャンピオンズカップ2回）獲得の強豪として知られる。

### 運動系部活動
- 弓道部
- 卓球部
- バスケットボール部
- バレーボール部
- ホッケー部
- テニス部(次年度令和6年度から募集停止予定)
- ソフトテニス部
- 陸上競技部
- 硬式野球部

### 文化系部活動
- 演劇部
- 美術部
- 合唱部
- 書道部
- 吹奏楽部
- 英語・英会話部
- 太鼓部
- 茶華道部(次年度令和6年度から募集停止予定)
- JRC部（Junior Red Cross）(次年度令和6年度から募集停止予定)
- マルチメディア部
- ビジネスIT部
- 箏曲部
- 吟詠剣詩舞部
- メカトロ部
- 放送部

## 著名な出身者
- 大野奨太（プロ野球選手） - 中日ドラゴンズ、2008年（平成20年）ドラフト1位指名。
- 長屋恭一（フィールドホッケー選手） - 岐阜西工業出身
- 安田善治郎（フィールドホッケー選手） - 岐阜西工業出身
- 辻すみれ（女子フェンシング選手）
- 横山智也（プロサッカー選手） - FC岐阜

## 進路状況
卒業生の約8割が進学し、2割が就職している。進学先は主に大学で短大、専門学校と続く。

## アクセス
- 岐阜バス（おぶさ墨俣線・岐阜聖徳学園大線）「鶉ターミナル」停留所より徒歩で約4分、「北鶉」停留所より徒歩で約3分。
- 岐阜県庁より徒歩で約7分。
- JR東海道本線 西岐阜駅より徒歩で約20分。
- 名神高速道路 岐阜羽島インターチェンジより車で約20分。